# 白庙街道
白庙街道，是中华人民共和国湖北省荆门市掇刀区下辖的一个乡镇级行政单位。

## 行政区划
白庙街道下辖以下地区：
七一桥社区、月亮湖社区、蔡湾社区、东站社区、杨湾路社区、七里铺社区、牌坊社区、荆门热电厂社区、荆门石化总厂社区、许家塝社区、官堰社区、江山社区和江山村。